# Felsőjánosfa
Felsőjánosfa is een plaats (község) en gemeente in het Hongaarse comitaat Vas. Felsőjánosfa telt 213 inwoners (2001).